# Henri Fauconnier
Henri Fauconnier fue un escritor francés, nacido el 26 de febrero de 1879 en Barbezieux-Saint-Hilairet,  departamento de Charente, región de Poitou-Charentes, y fallecido el 14 de abril de 1973 en París. Ganó el premio Goncourt en 1939 por su novela Malaisie (Malasia).

## Biografía
Henri fue el tercero de seis hermanos; entre ellos se encontraba Genevieve Fauconnier, ganadora del premio Femina en 1933. Se crio en una familia católica en el campo, con negocios de coñac y amigos importantes, entre ellos Jacques Chardonne. Junto con sus hermanos, primos y amigos formaron una pandilla memorable que escribía y componía  piezas de música. En 1901, tras la muerte de su padre, Henri acaba sus estudios en Burdeos y, rehusando trabajar para su tío, marcha a Inglaterra, donde enseña francés y música en un colegio de Wells House. 
En 1905 se marcha a Borneo y enseguida a Malasia, donde tiene pensado hacer mucho dinero con las plantaciones de caucho. Compra 600 hectáreas y se construye una mansión de palma en Rantau-Panjang. El aumento de precio del caucho le enriquece y en 1910 ya es director de las plantaciones del grupo Hallet en Extremo Oriente (Sumatra, Java, Indochina y Malasia). En 1911 tiene la idea de enviar semillas de palma de aceite (Elaeis guineensis) de Sumatra a Malasia, donde se crearán con ella grandes plantaciones. 
Con el estallido de la Primera Guerra Mundial es reclutado y participa en las grandes batallas. En 1917, de permiso en Malasia para mantener las plantaciones de caucho, se casa y es reclutado como intérprete. Se ve obligado a abandonar a su esposa enferma y encinta para embarcarse rumbo al Mediterráneo.
Tras la movilización, empieza a escribir la novela Malasia, lentamente. Se dedica al caucho y viaja incesantemente. Se convierte en administrador de varias plantaciones tropicales y en 1925 se instala en Radès, en Túnez, buscando un clima que no fuera ni tropical ni europeo. En 1930, su amigo Jacques Boutelleau, entusiasmado por el libro, le ayuda a publicar Malasia, que tiene un gran éxito de público incluso antes de conseguir el premio Goncourt.
En 1939, abandona Túnez y vuelve a Musset, donde aguantará los acontecimientos relacionados con la Segunda Guerra Mundial, Tras una vejez tranquila, muere en París en 1973.

## Obras
- Malaisie, Stock, 1930. Premio Goncourt, reeditado en numerosas ocasiones y traducido a diversas lenguas, incluido el castellano como Malasia, en 1931 por la editorial Dédalo de Madrid con traducción de Francisco Pina y más tarde en el libro Los premios Goncourt de novela, de Plaza y Janés.
- Visions, Stock, 1938,
- Nouvelles (La Dame, Noël Malais, Inde Dravidienne, Barbara, Les Asphodèles, Vision). Libro de relatos.
- Noël Malais suivi de Barbara, Stock, 1941, ilustrado por Charles Fauconnier.
- Le Bonheur de Barbezieux (de Jacques Chardonne) seguido de La Dame d’Henri Fauconnier, Stock, 1943, Illustré par André Jordan.
- Lettres à Madeleine, 1914-1918, Stock, 1998. (cartas que Fauconnier escribió a su novia y luego a su esposa durante los años 1914-1918).
- Vision, Lenka lente, 2013.